# Konstantín Merezhkovski
Konstantín Sergéyevich Merezhkovski (San Petersburgo 1855 - Ginebra, 9 de enero de 1921) en ruso Константин Сергеевич Мережковский, (diferentes transliteraciones Konstantin Sergeevich Merezhkovsky, Konstantin Sergivich Merezhkovsky, Constantin Sergeevič Mérejkovski, Constantin Sergejewicz Mereschcowsky, Konstantin Sergejewicz Mereschkovsky) fue un importante biólogo y botánico ruso responsable de la teoría de la simbiogénesis desarrollada a partir de sus estudios con líquenes.
La teoría de la simbiogénesis fue oficialmente presentada en Rusia en el año 1909 mediante su trabajo Teoría de los dos plasmas como base de la Simbiogenesis, nuevo estudio sobre el origen de los organismos aunque unos años antes, en 1905 había aparecido otro trabajo suyo, Naturaleza y origen de los cromatóforos en el reino vegetal que anunciaba esa nueva teoría.
En 1926 presentó su libro Simbiogenesis y el origen de las especies donde presenta de forma más madura sus teorías evolutivas manifestando la posibilidad de que los cloroplastos de la célula vegetal sean realmente organismos fotosintéticos, cianobacterias, en simbiosis.
Mereschkowsky rechazaba la teoría evolucionista de Darwin, sus ideas tendían a aceptar que la selección natural no se produce mediante mutaciones aleatorias sino por la incorporación de simbiontes. Modificadas con el tiempo, estas teorías fueron retomadas en 1966 por la investigadora estadounidense Lynn Margulis bajo el nombre de teoría de la endosimbiosis.
Su herbario, con más de 2000 especímenes principalmente de líquenes pertenecientes a Rusia, Austria y el Mediterráneo se encuentra hoy día depositado en la Universidad de la ciudad de Kazán.

## Selección de obra
- 1903. Das irdische Paradies oder ein Winternachtstraum. Märchen aus dem 27. Jahrhundert

- 1905. Über Natur und Ursprung der Chromatophoren im Pflanzenreiche. Biol. Centralbl. 25: 593–604 & 689-691. Tradujo al inglés: Martin, W. Kowallik, K.V. 1999. Annotated English translation of Mereschkowsky's 1905 paper 'Über Natur und Ursprung der Chromatophoren im Pflanzenreiche' . In: Eur. J. Phycol. 34 ( 3): 287-295. doi 10.1080/09670269910001736342 doi 10.1017/S0967026299002231

- 1909. Die Zweiplasmentheorie als Grundlage der Symbiogenese, einer neuen Lehre von der Entstehung der Organismen (ruso), Kasan
- La abreviatura «Mereschk.» se emplea para indicar a Konstantín Merezhkovski como autoridad en la descripción y clasificación científica de los vegetales.[3]